# Aleksej Kovaljov
Aleksej Vjatjeslavovitj Kovaljov (ryska: Алексей Вячеславович Ковалёв), född 24 februari 1973 i Togliatti, Sovjetunionen, är en rysk före detta professionell ishockeyspelare som under sin aktiva karriär spelade 1 300 matcher i NHL för lagen New York Rangers, Pittsburgh Penguins, Montreal Canadiens, Ottawa Senators och Florida Panthers.

## Spelarkarriär
Kovaljov började sin hockeykarriär i Sovjetunionen. När landet föll sönder blev det möjligt för de bästa spelarna att söka sig till NHL i Nordamerika. Kovaljov draftades i förstarundan 1991 som 15:e spelare totalt. 1994 blev Alexej Kovaljov, Sergej Zubov, Sergej Nemtjinov och Aleksandr Karpovtsev, spelandes i New York Rangers, de första ryssarna att vinna Stanley Cup. 
Inför 2010 års säsong skrev Kovaljov på ett tvåårskontrakt värt tio miljoner dollar för Ottawa Senators. Kovaljov lämnade Montreal Canadiens efter fem år i klubben.
Den 22 november 2010 blev Kovaljov den 76:e spelaren i NHL:s historia att göra 1000 poäng under karriären.
Under lockouten 2012 i NHL spelade Kovaljov i KHL för Atlant Moskva Oblast. Fredagen den 18 januari 2013 blev det officiellt att Panthers signat Kovaljov för ett år. I debutmatchen för Panthers mot Carolina svarade Kovaljov för 1 mål och 2 assist. Han är även världsmästare och olympisk mästare i ishockey. Floridas klubbdirektör Dale Tallon ska ha sagt följande: "Kovalev still has great skill and vision for the game."
22 mars 2013 blev det officiellt att Kovaljov avslutar sin aktiva karriär som ishockeyspelare.

## Meriter
- Vann Stanley Cup med New York Rangers 1994.
- Nominerades till NHL:s Veckans offensiva spelare för veckorna 6-12 november 2000 och 5-11 november 2001.
- Spelade NHL All-Star Game 2001, 2003 och 2009.
- Nominerades till NHL Player of the Month i februari 2001.
- Nominerades till VM:s bästa forward 2005.
- Vann Molson Cup (månadsvis) november 2005, november 2007, december 2007, januari och februari 2008.
- Vann Molson Cup 2008.
- Vann The Hockey News' Saku Koivu-pris (årets comebackspelare) 2008.
- Nominerad till NHL Second All-Star Team 2008.
- Vann NHL All-Star Game MVP Award 2009.
- Nominerad till NHL 1st Star of the Week 30 mars och 5 april 2009.

## Statistik

### Klubbkarriär
| Säsong     | Lag                 | Liga       | Matcher | Mål | Assists | Poäng | Utv. | Matcher | Mål | Assists | Poäng | Utv. |
| 1989–90    | Dynamo Moskva       | RSL        | 1       | 0   | 0       | 0     | 0    | –       | –   | –       | –     | –    |
| 1990–91    | Dynamo Moskva       | RSL        | 18      | 1   | 2       | 3     | 4    | –       | –   | –       | –     | –    |
| 1991–92    | Dynamo Moskva       | RSL        | 33      | 16  | 9       | 25    | 20   | –       | –   | –       | –     | –    |
| 1992–93    | New York Rangers    | NHL        | 65      | 20  | 18      | 38    | 79   | –       | –   | –       | –     | –    |
| 1992–93    | Binghamton Rangers  | AHL        | 13      | 13  | 11      | 24    | 35   | 9       | 3   | 5       | 8     | 14   |
| 1993–94    | New York Rangers    | NHL        | 76      | 23  | 33      | 56    | 154  | 23      | 9   | 12      | 21    | 18   |
| 1994–95    | Lada Togliatti      | RSL        | 12      | 8   | 8       | 16    | 49   | –       | –   | –       | –     | –    |
| 1994–95    | New York Rangers    | NHL        | 48      | 13  | 15      | 28    | 30   | 10      | 4   | 7       | 11    | 10   |
| 1995–96    | New York Rangers    | NHL        | 81      | 24  | 34      | 58    | 98   | 11      | 3   | 4       | 7     | 14   |
| 1996–97    | New York Rangers    | NHL        | 45      | 13  | 22      | 35    | 42   | –       | –   | –       | –     | –    |
| 1997–98    | New York Rangers    | NHL        | 73      | 23  | 30      | 53    | 44   | –       | –   | –       | –     | –    |
| 1998–99    | New York Rangers    | NHL        | 14      | 3   | 4       | 7     | 12   | –       | –   | –       | –     | –    |
| 1998–99    | Pittsburgh Penguins | NHL        | 63      | 20  | 26      | 46    | 37   | 10      | 5   | 7       | 12    | 14   |
| 1999–00    | Pittsburgh Penguins | NHL        | 82      | 26  | 40      | 66    | 94   | 11      | 1   | 5       | 6     | 10   |
| 2000–01    | Pittsburgh Penguins | NHL        | 79      | 44  | 51      | 95    | 96   | 18      | 5   | 5       | 10    | 16   |
| 2001–02    | Pittsburgh Penguins | NHL        | 67      | 32  | 44      | 76    | 80   | –       | –   | –       | –     | –    |
| 2002–03    | Pittsburgh Penguins | NHL        | 54      | 27  | 37      | 64    | 50   | –       | –   | –       | –     | –    |
| 2002–03    | New York Rangers    | NHL        | 24      | 10  | 3       | 13    | 20   | –       | –   | –       | –     | –    |
| 2003–04    | New York Rangers    | NHL        | 66      | 13  | 29      | 42    | 54   | –       | –   | –       | –     | –    |
| 2003–04    | Montreal Canadiens  | NHL        | 12      | 1   | 2       | 3     | 12   | 11      | 6   | 4       | 10    | 8    |
| 2004–05    | Ak Bars Kazan       | RSL        | 35      | 10  | 12      | 22    | 80   | 4       | 0   | 0       | 0     | 8    |
| 2005–06    | Montreal Canadiens  | NHL        | 69      | 23  | 42      | 65    | 76   | 6       | 4   | 3       | 7     | 4    |
| 2006–07    | Montreal Canadiens  | NHL        | 73      | 18  | 29      | 47    | 78   | –       | –   | –       | –     | –    |
| 2007–08    | Montreal Canadiens  | NHL        | 82      | 35  | 49      | 84    | 70   | 12      | 5   | 6       | 11    | 8    |
| 2008–09    | Montreal Canadiens  | NHL        | 78      | 26  | 39      | 65    | 74   | 4       | 2   | 1       | 3     | 2    |
| 2009–10    | Ottawa Senators     | NHL        | 71      | 18  | 31      | 49    | 54   | –       | –   | –       | –     | –    |
| 2010–11    | Ottawa Senators     | NHL        | 54      | 14  | 13      | 27    | 28   | –       | –   | –       | –     | –    |
| 2010–11    | Pittsburgh Penguins | NHL        | 20      | 2   | 5       | 7     | 16   | 7       | 1   | 1       | 2     | 10   |
| 2011–12    | Atlant Mytisjtji    | KHL        | 22      | 1   | 5       | 6     | 16   | –       | –   | –       | –     | –    |
| 2012–13    | Florida Panthers    | NHL        | 14      | 2   | 3       | 5     | 6    | –       | –   | –       | –     | –    |
| NHL totalt | NHL totalt          | NHL totalt | 1316    | 430 | 599     | 1029  | 1304 | 123     | 45  | 55      | 100   | 114  |

### Internationellt
| År                            | Lag                           | Turnering                     |    | Matcher | Mål | Assists | Poäng | Utv. |
| ----------------------------- | ----------------------------- | ----------------------------- | -- | ------- | --- | ------- | ----- | ---- |
| 1990                          | Sovjet                        | JEM                           | 6  | 4       | 3   | 7       | 6     |      |
| 1991                          | Sovjet                        | JEM                           | 5  | 8       | 3   | 11      | 8     |      |
| 1992                          | Sovjet                        | JVM                           | 7  | 5       | 5   | 10      | 2     |      |
| 1992                          | OSS                           | OS                            | 8  | 1       | 2   | 3       | 14    |      |
| 1992                          | Ryssland                      | VM                            | 6  | 0       | 1   | 1       | 0     |      |
| 1996                          | Ryssland                      | WC                            | 5  | 2       | 1   | 3       | 8     |      |
| 1998                          | Ryssland                      | VM                            | 6  | 5       | 2   | 7       | 14    |      |
| 2002                          | Ryssland                      | OS                            | 6  | 3       | 1   | 4       | 4     |      |
| 2004                          | Ryssland                      | WC                            | 4  | 2       | 1   | 3       | 4     |      |
| 2005                          | Ryssland                      | VM                            | 9  | 3       | 4   | 7       | 16    |      |
| 2006                          | Russia                        | OS                            | 8  | 4       | 2   | 6       | 4     |      |
| Internationellt Senior totalt | Internationellt Senior totalt | Internationellt Senior totalt | 52 | 20      | 14  | 34      | 64    |      |